# Ulrich Riklin
Ulrich Riklin (* 1951 in Zürich, heimatberechtigt in Bremgarten AG und Ernetschwil) ist ein Schweizer Buchhändler, Verleger und Verlagsauslieferer, der den Verlag Sanduhr Press und die Buchhandlung für Soziologie in Bern gründete.

## Leben

### Frühes Leben und Ausbildung
Ulrich Rudolf Felix Riklin, Sohn des Chemikers Rudolf Othmar Riklin und der Antoinette Schelbert, wuchs in Zürich mit zwei Geschwistern auf. Er besuchte die Primar- und die Sekundarschule in Zürich. Von 1968 bis 1971 absolvierte er eine Lehre als Sortiments-Buchhändler in der Buchhandlung Waldmann in Zürich, die er 1969 abschloss. Anschliessen studierte er an der Buchhändlerschule Zürich, an der Albert Züst Verlags- und Wirtschaftskunde unterrichtete., Anschliessend hatte er eine Halbtagsanstellung bei der Buchhandlung Herbert Lang & Cie. AG in Bern. Ab dem Wintersemester 1970/71 besuchte er an der Universität Bern als Auskultant Vorlesungen zur Philosophie bei Georg Jánoska. Seit 1971 arbeitete Riklin in der Schweizerischen Landesbibliothek in Bern. in der Sektion Periodika und Amtsdruckschriften.